# Albert Osswald

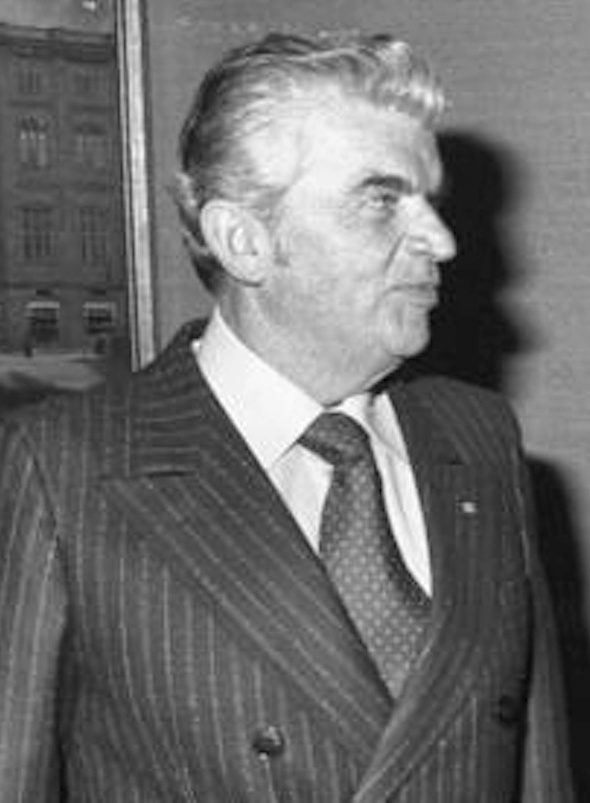
Albert Osswald, 1975

Albert Osswald (* 16. Mai 1919 in Gießen-Wieseck; † 15. August 1996 in Schwangau) war ein deutscher Politiker (SPD). Von 1969 bis 1976 war er Ministerpräsident des Landes Hessen.

## Leben und Beruf
Osswald wurde als Sohn eines Maurers geboren. Nach dem Besuch der Volksschule und der Mittleren Reife 1935 an der Handelsschule in Gießen absolvierte er eine kaufmännische Lehre. Im Anschluss arbeitete er kurzzeitig als Kaufmann. Von 1939 bis 1945 nahm er als Soldat am Zweiten Weltkrieg teil und geriet zuletzt in Kriegsgefangenschaft. Nach seiner Rückkehr aus der Gefangenschaft war er als selbständiger Kaufmann tätig. Er legte Prüfungen als Bilanzbuchhalter und Steuerfachmann ab und betätigte sich anschließend als Fachlehrer für Stenografie und Maschinenschreiben.

## Partei und Abgeordneter
Nach dem Kriegsende schloss Osswald sich 1945 der SPD an. Er übernahm 1967 den Vorsitz des SPD-Bezirksverbands Hessen-Süd und wurde 1969 zum Landesvorsitzenden der SPD Hessen gewählt. 1977 legte er alle Parteiämter nieder.
Osswald wurde 1949 in den Rat der Stadt Gießen gewählt und war dort seit 1952 Stadtverordnetenvorsteher. Von 1954 bis 1978 war er Mitglied des Hessischen Landtags.

## Öffentliche Ämter

Plakat der CDU Hessen 1976 zum Helaba-Skandal

Osswald amtierte von 1954 bis 1957 als Bürgermeister und Kämmerer sowie von 1957 bis 1963 als Oberbürgermeister der Stadt Gießen.
Nach der Landtagswahl 1962 wurde Osswald am 30. Januar 1963 als Nachfolger von Gotthard Franke zum Hessischen Staatsminister für Wirtschaft und Verkehr in die von Ministerpräsident Georg August Zinn geführte Landesregierung berufen. Er wechselte nach dem Ausscheiden von Wilhelm Conrad in das Amt des Staatsministers der Finanzen und wurde am 11. Juni 1969 zusätzlich zum Stellvertreter Zinns ernannt. Nach dessen Rücktritt wurde Osswald am 3. Oktober 1969 zum Ministerpräsidenten des Landes Hessen gewählt. Er führte zunächst die SPD-Alleinregierung fort, musste aber nach Stimmenverlusten bei der Landtagswahl 1970 eine sozial-liberale Koalition mit der FDP eingehen. 1975/76 amtierte er turnusgemäß als Bundesratspräsident.
Osswald war neben seiner Funktion als Ministerpräsident Vorsitzender des Verwaltungsrates der Hessischen Landesbank (Helaba). Nachdem mehrere Details über finanzielle Unregelmäßigkeiten bei der Hessischen Landesbank bekannt wurden, geriet er in die Kritik der Öffentlichkeit und die der parlamentarischen Opposition.
Am 3. Oktober 1976, dem Tag der Bundestagswahl, bei der die SPD/FDP-Koalition einen sehr knappen Wahlsieg erlangte, erklärte er nach Schließung der Wahllokale seinen Rücktritt als Ministerpräsident und übernahm damit die politische Verantwortung für den sogenannten Helaba-Skandal. Sein Nachfolger wurde der damalige Bundesgeschäftsführer der SPD Holger Börner. Osswald ist der am längsten amtierende Ministerpräsident in der Geschichte Hessens.
Mit Albert Osswald werden zahlreiche Projekte in Gießen und in ganz Hessen verbunden, z. B. die Kongresshalle in Gießen, der Gießener Ring, die Partnerschaft mit dem US-Bundesstaat Wisconsin sowie die Gründung des Hessenparks in Neu-Anspach (Taunus). 1973 stiftete Albert Osswald den Ehrenbrief des Landes Hessen für Verdienste um das Gemeinwohl. Dieser zeichnete ehrenamtlich tätige Bürger Hessens aus, die sich mindestens zwölf Jahre lang in herausgehobener Position bei Vereinen, sozialen und kulturellen Institutionen verdient gemacht hatten. Der Hessische Friedenspreis wurde am 16. Oktober 1993 von der Albert-Osswald-Stiftung ins Leben gerufen.
Während seiner Amtszeit wurde ab 1972 die Gebietsreform in Hessen durchgeführt. Landkreise wurden neu strukturiert oder zusammengelegt, aus 2674 eigenständigen Gemeinden wurden nur noch 421. Die Vision der Großstadt Lahn zwischen Gießen und Wetzlar, die Osswald beharrlich verfolgte, zog viele Widerstände auf sich und führte zum Verlust der absoluten Mehrheit der SPD in Mittelhessen.

## Ehrungen
- Osswalds Heimatstadt Gießen ehrte ihn 1989 mit der Verleihung der Hedwig-Burgheim-Medaille und 2005 mit der Umbenennung des Lindenplatzes in Albert-Osswald-Platz im Stadtteil Wieseck, wo Osswald geboren wurde.
- Die AWO Hessen ehrte Osswald mit der Benennung des AWO-Heims in Gießen in Albert-Osswald-Haus.
- Osswald ist Träger der beiden höchsten hessischen Auszeichnungen – der Wilhelm-Leuschner-Medaille und des Hessischen Verdienstordens. Zudem wurde ihm 1975 das Große Bundesverdienstkreuz mit Stern und Schulterband verliehen.